# Tattooed Teenage Alien Fighters from Beverly Hills
Tattooed Teenage Alien Fighters from Beverly Hills (Guerreiros Tatuados de Beverly Hills ou ainda Os Jovens Guerreiros Tatuados de Beverly Hills, no Brasil) foi um seriado lançado nos Estados Unidos pela empresa USA Network em 1994, na onda do sucesso dos seriados japoneses adaptados para o mercado norte americano que eram febre à época. No Brasil, foi exibido pelo SBT, numa tentativa de concorrer com os Power Rangers, que eram transmitidos pela Rede Globo.

## Sobre a série
No seriado, quatro jovens do ensino médio de Beverly Hills (Laurie, Gordon, Drew e Swinton) foram reunidos por Nimbar, um alienígena, para combater as forças malignas do Imperador Gorganos, que desejava conquistar a Terra e o Universo.
Estes jovens receberam o poder de se transformar em Sentinelas Galácticos: Scorpio, Taurus, Centaur e Apollo. Seus poderes eram ativados pela tatuagem que Nimbar os havia concedido, daí o nome do seriado.
Os adolescentes podem ficar de pé em cima de plataformas chamado "Transo Discos" e se transformar em Sentinelas Galácticos, com super-poderes. Quando eles colocam as mãos juntas em um quadrado interligado formam o sentinela chamado Nytron. Entretanto o poder de Nytron é "finito", e eles só podem dar forma a ele como um último recurso (por exemplo, no primeiro episódio da série, quando Ninjabot fez armas dos adolescentes desaparecem, eles não tinham escolha, e formaram o Nytron).
Gorganus tem a intenção de conquistar a Terra porque é o ponto focal de uma rede de "Portais de Poder", que iria facilitar a conquista da galáxia. No primeiro episódio Nimbar recruta os quatro estudantes e com um toque por seu "dedo" dá-lhes cada uma tatuagem, com base em uma constelação na esfera celeste. Quando suas tatuagens acendem, isso significa Nimbar precisa deles e um portal de energia parece que eles podem passar para entrar em sua câmara. Nimbar é o protetor dos portais de energia.
Em um episódio, houve uma substituição para Laurie, quando ela foi ferida gravemente. Ele é conhecido como Orion em modo de sentinela, sua verdadeira forma. Seu nome civil era desconhecido em seu tempo na Terra. Mas quando Nimbar tentou pronunciar o seu nome, afirmou com um sorriso "Basta me chamar de Rick". Ele foi interpretado por Kevin Castro, que também interpretou Tanker da série Superhuman Samurai Syber Squad.
Outro episódio tem a participação especial da atriz Zsa Zsa Gabor.
Curiosamente a tatuagem de Drew não tem o desenho de Centauro e sim de Sagitário e a tatuagem de Swinton não tem a figura de Apolo e sim de Aquário, provavelmente foi um erro dos criadores da série.
O seriado tem 40 episódios. Estreou em 3 de outubro de 1994 e o episódio final foi transmitido em 3 de julho de 1995, logo após foi cancelado.
Em março de 2008, a DIC Entertainment adicionou a série para sua programação on-line para usuários dos Estados Unidos. Os fãs assistem a episódios direto do site da DIC chamado Cartoons KEWL.

## Personagens
- Laurie Foster: interpretada por Leslie Danon, inteligente, sensível e muito organizada, tornou-se líder da equipe com o poder do Escorpião. Como Scorpio tinha armadura verde claro. Sua principal arma era uma espada de lâmina fina.

- Gordon Henley: interpretado por Richard Nason, um rapaz rico e medroso. Entre os sentinelas era o único que não queria ser um guerreiro. Tornou-se Taurus, vestindo uma roupa preta. Ele segurava um cajado como arma.

- Drew Vincent: interpretada por K. Jill Sorgen, era a garota esperta que trabalhava duro no café de sua tia, que os três amigos frequentam regularmente. Ela se torna Centaur, vestindo um traje roxo. Ela usou um machado de batalha como sua arma.

- Swinton Sawyer: interpretado por Rugg Williams, foi o cérebro do grupo, usava óculos e era Afroamericano, ao contrário dos outros adolescentes. Ele usava um traje amarelo e detinha o poder de Apolo. Sua arma eram duas lâminas pequenas sem nome.

- Rick: interpretado por Kevin Castro, um alienígena em forma humana e antigo guerreiro de Nimbar. Ele era frio, distante e depois de ter sido o único sobrevivente de seu planeta destruído, tinha rancores por Nimbar e os outros guardiões. Ele tinha o poder de Órion, que ele usou no quarto "Transo Disco" quando Laurie foi incapaz de lutar. Seu nome era muito complicado para um ser humano falar, e insistiu que Nimbar o chamasse de "Rick".

- Nimbar: dublado por Glenn Shadix, é uma gota gelatinosa com alta inteligência que chama quatro jovens, controla e mantém os seus poderes e abre portais. Ele concede tatuagens para os sentinelas galáticos com os quais eles se comunicam e abrem portais simplesmente ao passar perto de uma extensão do braço como sobre seu pulso. Ele falhou no passado para proteger o mundo de ser destruído por Gorganus e vai impedir que a Terra tenha o mesmo destino.

## Inimigos
- Ninjabot: Na verdade, um monstro vestido como samurai que apareceu no primeiro episódio. Armado com uma katana, que poderia disparar parafusos de energia. Ele foi capaz de levar armas a combatentes estrangeiros "para desaparecer com tiros de sua espada, mas foi destruída quando os sentinelas formaram Nytron pela primeira vez.

- Slaygar the Toxic Waste Monster (Slaygar, o Monstro dos Resíduos Tóxicos): Um monstro que apareceu no episódio 5. Foi enviado para exterminar a raça humana por envenenamento do planeta com a fumaça tóxica que ele respirava. Sua poluição danificou os portais de energia e apenas Apollo era capaz de transformar e lutar, com o conselho de Nimbar que o ponto fraco Slaygar foi atrás da orelha. Apollo acabou descobrindo que a orelha de Slaygar era realmente em seu estômago e começou a ganhar a luta, mas Gorganus chamou Slaygar antes que ele pudesse ser destruído.

- Neuragula: Um monstro cérebro com dois hemisférios, um controle das emoções inteligência dos outros controladores. Sua habilidade mais marcante seria o seu grito estridente. Pode disparar raios laser, tiro prisões de energia, podendo controlar a sua mente das vítimas, como visto no episódio 7. A sua principal fragilidade foi ter que forçar-se a usar uma outra parte de seu cérebro.

- Voldac: Um cavaleiro elétrico que poderia produzir eletricidade estática para romper os portais de energia no episódio 4, que causou as mentes dos Sentinelas para estar em diferentes organismos. Na batalha, a espada podia disparar relâmpagos e provou ser um adversário formidável, até os Sentinelas formaram o Nytron e destruíram Voldac, cortando uma das cordas de seu ombro, assim, houve um curto-circuito e colocou o cérebro dos sentinelas de volta para suas respectivas entidades.

- The Sorcerer (O Feiticeiro)

## Episódios
| 1  | In the Beginning....                                     |
| 2  | The Note                                                 |
| 3  | How Time Flies                                           |
| 4  | Switch                                                   |
| 5  | Perceptions                                              |
| 6  | Three Cheats to the Wind                                 |
| 7  | The Quitter                                              |
| 8  | Commitments                                              |
| 9  | Mind Games                                               |
| 10 | The Spy                                                  |
| 11 | The Brain Drain                                          |
| 12 | A Nightmare on Rodeo Drive                               |
| 13 | The Rat                                                  |
| 14 | The Cover-Up                                             |
| 15 | Dorno-Corno                                              |
| 16 | Trust                                                    |
| 17 | The Y Files                                              |
| 18 | The Chocolate War                                        |
| 19 | The Monster Among Us                                     |
| 20 | The Universal Hitchhiker                                 |
| 21 | Deja Vu                                                  |
| 22 | The Ghost Warrior                                        |
| 23 | The Opiate from the Future                               |
| 24 | The Leech                                                |
| 25 | Gordon Cries Wolf                                        |
| 26 | Penny for Your Thoughts                                  |
| 27 | Turncoat                                                 |
| 28 | Mr. Popularity                                           |
| 29 | Winner Takes All                                         |
| 30 | Beverly Hills 902-Oblivion                               |
| 31 | Ozone O-Mio                                              |
| 32 | The Glitch                                               |
| 33 | Emperor for a Day                                        |
| 34 | The Impostor                                             |
| 35 | Take Two Galactic Sentinels & Call Nimbar in the Morning |
| 36 | The Last People on Earth                                 |
| 37 | The Primal Scream                                        |
| 38 | The Psychiatrist, Part 1                                 |
| 39 | The Psychiatrist, Part 2                                 |
| 40 | It's a Gorganus Life                                     |